# Leptaegeria flavocastanea
Leptaegeria flavocastanea is een vlinder uit de familie wespvlinders (Sesiidae), onderfamilie Sesiinae.
Leptaegeria flavocastanea is voor het eerst wetenschappelijk beschreven door Le Cerf in 1916. De soort komt voor in het Neotropisch gebied.